# Yūki Kagawa
Yūki Kagawa (香川 勇気?, Kagawa Yūki; Miki, 2 luglio 1992) è un calciatore giapponese, difensore dell'Oita Trinita.